# Bea Lozano
{{sust:Sin relevancia}}
Beatriz Lozano Bárez, más conocida como Bea Lozano (Salamanca, 1986) es una ilustradora española.

## Biografía
Lozano se inició como diseñadora de estampados textiles, pero su interés por contar historias le llevó a estudiar ilustración en la Escuela Massana de Barcelona, ciudad en la que reside. Participó en el seminario Xavier Nogués de impresión experimental y en el taller Meta-Mática de autoedición e impresión con tipos móviles en L'Automàtica. Publicó, con la editorial Incendi, su primer libro ilustrado, Por encima de nogales por debajo de zarzales.
En 2010 ganó el premio del jurado de imagen digital en 'Sin formato 09', el certamen para jóvenes creadores del Museo Patio Herreriano de la Junta de Castilla y León; en 2017 obtuvo una mención especial y fue seleccionada para formar parte del VIII Catálogo Iberoamericano de Ilustración, en 2018 fue seleccionada en la Bienal Internacional Ilustrarte y ganó la IX edición de Iberoamérica Ilustra, que se celebra en el marco de la Feria Internacional del Libro de Guadalajara, donde se impuso a otros 620 ilustradores y que estaba dotado con un premio de cinco mil dólares; las viñetas galardonadas partieron del relato La Mujer Grabada del escritor argentino Ricardo Piglia; finalmente, en 2019, ganó el V Premio internacional Tragaluz de ilustración de la editorial colombiana Tragaluz y también el Premio Junceda a los Ilustradores que otorga la Asociación Profesional de Ilustradores de Cataluña.